# Tom Raftery
Thomas „Tom“ Raftery (* 15. August 1933 in Galway, Dublin) ist ein ehemaliger irischer Hochschullehrer, Politiker der Fine Gael und Mitglied des Europäischen Parlaments.

## Leben
Raftery studierte Agrarwissenschaften an der National University of Ireland in Galway und am University College Dublin (UCD). Nach den Abschlüssen setzte er seine wissenschaftliche Karriere in der Lebensmittelforschung fort und lehrte von 1958 bis 1964 am UCD. Im Alter von 31 Jahren wurde er Professor am University College Cork und 1979 Vizepräsident der Universität. Er engagierte sich für den Naturpark auf Fota Island bei Cork. Dort hatte er 1983 ein Arboretum und einen Wildpark angelegt.
1984 wurde er für die Fine Gael für den Wahlbezirk Munster in das Europäische Parlament gewählt. Er trat der Europäischen Volkspartei bei und war Mitglied des Ausschusses für Landwirtschaft, Fischerei und ländliche Entwicklung, Wirtschaft, Währung und Industriepolitik. 1989 wurde er nicht erneut in das Europäische Parlament gewählt. Stattdessen konnte er auf der Verwaltungsliste in den Seanad Éireann einziehen. Seine weiteren Versuche, in Vertretungen gewählt zu werden, scheiterten.